# Point Douglas–St. Louis River Road Bridge

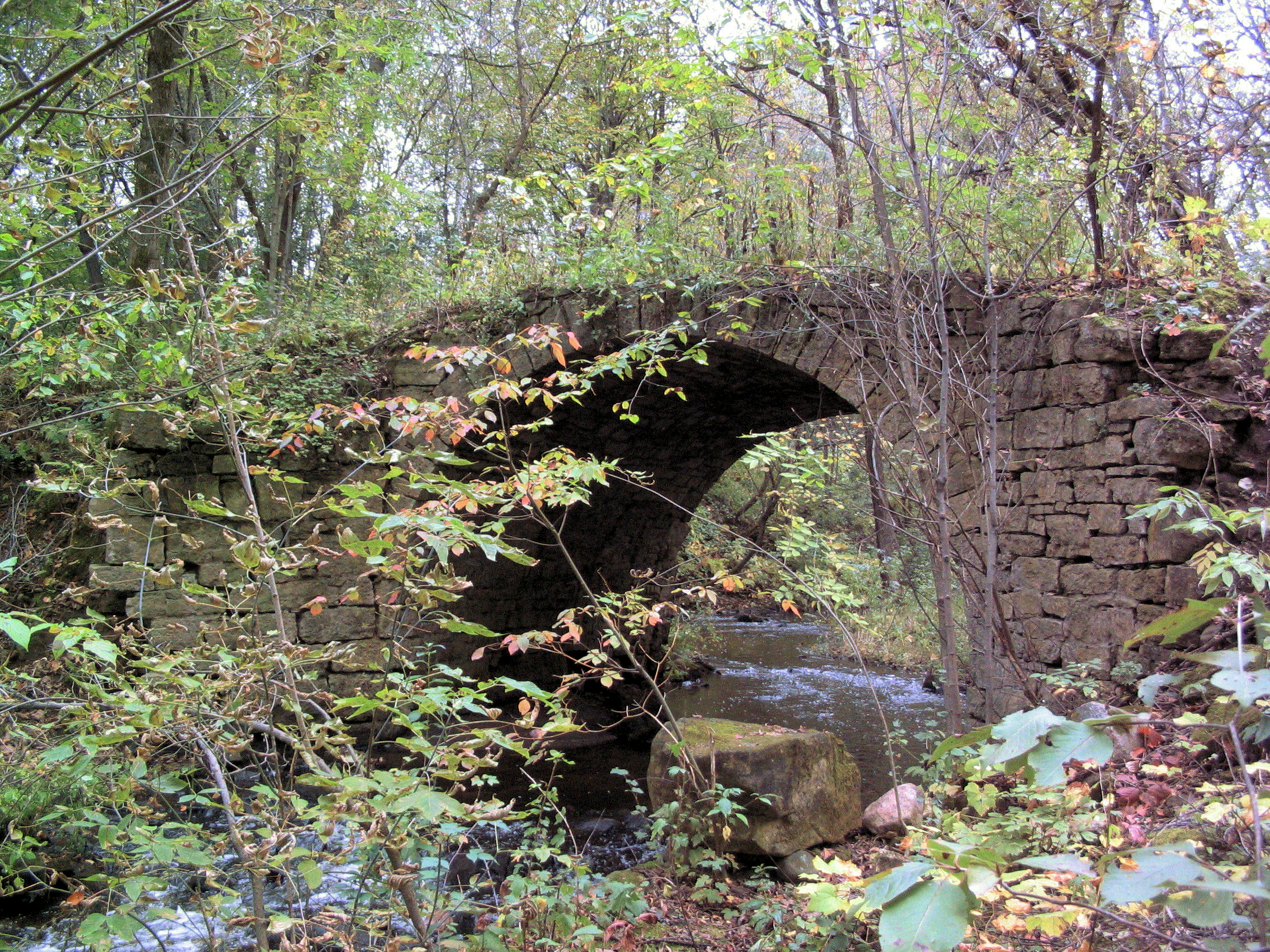
Point Douglas-St. Louis River Road Bridge bei Stillwater, Minnesota

Die Point Douglas–St. Louis River Road Bridge ist die älteste bekannte steinerne Bogenbrücke in Minnesota in den Vereinigten Staaten. Das Bauwerk wurde im Jahr 1863 errichtet und steht in der Nähe von Stillwater. Es wurde am 24. Februar 1975 in das National Register of Historic Places aufgenommen.
Die Straße, die einst über die Brücke führte, wurde als eines der ersten Straßenbauprojekte im Bundesstaat realisiert. Als 1848 Minnesota ein Territorium wurde, gab es nur wenige landgebundene Verkehrswege in dem Gebiet, abgesehen von den Red River Trails, die Flüsse wurden zum Transport genutzt. Henry Hastings Sibley, der später der erste Gouverneur Minnesotas wurde, wendete sich 1850 an der Kongress der Vereinigten Staaten, um Gelder zum Bau eines Netzes von Militärstraßen im Minnesota Territory zu beantragen. Der Minnesota Road Act wurde im Juli 1850 verabschiedet. Die Point Douglas-St. Louis River Road wurde genehmigt und sollte von Point Douglas (nördlich des heutigen Ortes Hastings) über Cottage Grove, Stillwater, Marine Mills (heute Marine on St. Croix), Falls of St. Croix (heute Taylors Falls) bis zu den Wasserfällen oder Stromschnellen des Saint Louis River am Oberen See führen. Die beabsichtigte Zweck dieser Militärstraßen war es, eine Route für die schnelle Verlegung von Militäreinheiten an den Ort, an dem sie benötigt wurden, zu ermöglichen, viel häufiger wurden diese Straßen jedoch von Zivilisten benutzt, die zwischen bestehenden Siedlungen reisten oder in neue Siedlungsgebiet gelangen wollten.
Es gibt keine Aufzeichnungen über frühere Brücken an dieser Stelle, sodass unklar ist, warum diese Brück 1863 erbaut wurde, also einige Jahre, nachdem der Bau der Militärstraßen beschlossen wurde. Die Point Douglas-St. Louis River Road wurde nie völlig als Militärstraße fertiggestellt, weil der Kongress damals nur Gelder in Höhe von 10.000, 15.000 und 20.000 US-Dollar auf einmal bewilligte, sodass Hastings und andere Vertreter des Territoriums mehrfach Finanzmittel zur Fertigstellung der Straße beantragen mussten. Als Minnesota 1858 zu einem Bundesstaat wurde, waren etwa zwei Drittel der Point Douglas–St. Louis River Road fertiggestellt.
Die Brücke ist aus örtlich gebrochenen Kalksteinblöcken gebaut und wurde von den ortsansässigen Maurern Frederick Curtis und Michael Hanly errichtet. Der Washington County Board of Commissioners war vermutlich nicht zufrieden mit der Arbeit, denn er weigerte sich, das Bauwerk abzunehmen und die Erbauer zu entlohnen, obwohl die Brücke schließlich in Betrieb genommen wurde. Frederick Curtis’ Enkel stellte 1974 fest, dass die Summe, die den Erbauern zugestanden hat, um die 500 US-Dollar betrug. Das steinerne Bauwerk wurde bis etwa 1891 genutzt, dann entstand etwa 60 m weiter östlich des Standortes eine breitere Brücke aus Holz und die Straßenführung wurde geändert. 1905 nutzte ein ortsansässiger Müller das Bauwerk aus, als er eine dreistöckige Mühle errichtete. Sein Geschäft war jedoch nicht erfolgreich und die Mühle wurde 1927 eingerissen, sodass nur die Brücke übrig blieb.